# Margaride
Margaride é um bairro da cidade portuguesa e do Município de Felgueiras que foi sede da extinta Freguesia de Margaride, freguesia que tinha 5,86 km² de área e 9 653 habitantes (2011), e, por isso, uma densidade populacional de 1 647,3 hab/km².
A Freguesia de Margaride tinha o nome alternativo de Santa Eulália e foi a sede do Município de Felgueiras até 2013, ano em que foi extinta, no âmbito de uma reforma administrativa nacional, para, em conjunto com as Freguesias de Várzea, Lagares, Varziela e Moure, formar uma nova freguesia denominada União das Freguesias de Margaride (Santa Eulália), Várzea, Lagares, Varziela e Moure da qual é a sede..

## População
| População da freguesia de Margaride (Santa Eulália) | População da freguesia de Margaride (Santa Eulália) | População da freguesia de Margaride (Santa Eulália) | População da freguesia de Margaride (Santa Eulália) | População da freguesia de Margaride (Santa Eulália) | População da freguesia de Margaride (Santa Eulália) | População da freguesia de Margaride (Santa Eulália) | População da freguesia de Margaride (Santa Eulália) | População da freguesia de Margaride (Santa Eulália) | População da freguesia de Margaride (Santa Eulália) | População da freguesia de Margaride (Santa Eulália) | População da freguesia de Margaride (Santa Eulália) | População da freguesia de Margaride (Santa Eulália) | População da freguesia de Margaride (Santa Eulália) | População da freguesia de Margaride (Santa Eulália) |
| --------------------------------------------------- | --------------------------------------------------- | --------------------------------------------------- | --------------------------------------------------- | --------------------------------------------------- | --------------------------------------------------- | --------------------------------------------------- | --------------------------------------------------- | --------------------------------------------------- | --------------------------------------------------- | --------------------------------------------------- | --------------------------------------------------- | --------------------------------------------------- | --------------------------------------------------- | --------------------------------------------------- |
| 1864                                                | 1878                                                | 1890                                                | 1900                                                | 1911                                                | 1920                                                | 1930                                                | 1940                                                | 1950                                                | 1960                                                | 1970                                                | 1981                                                | 1991                                                | 2001                                                | 2011                                                |
| 1 243                                               | 1 341                                               | 1 766                                               | 2 158                                               | 1 918                                               | 2 116                                               | 2 306                                               | 2 816                                               | 3 318                                               | 4 204                                               | 4 545                                               | 5 514                                               | 6 835                                               | 9 451                                               | 9 653                                               |

| Distribuição da População por Grupos Etários | Distribuição da População por Grupos Etários | Distribuição da População por Grupos Etários | Distribuição da População por Grupos Etários | Distribuição da População por Grupos Etários | Distribuição da População por Grupos Etários | Distribuição da População por Grupos Etários | Distribuição da População por Grupos Etários | Distribuição da População por Grupos Etários | Distribuição da População por Grupos Etários |
| -------------------------------------------- | -------------------------------------------- | -------------------------------------------- | -------------------------------------------- | -------------------------------------------- | -------------------------------------------- | -------------------------------------------- | -------------------------------------------- | -------------------------------------------- | -------------------------------------------- |
| Ano                                          | 0-14 Anos                                    | 15-24 Anos                                   | 25-64 Anos                                   | > 65 Anos                                    |                                              | 0-14 Anos                                    | 15-24 Anos                                   | 25-64 Anos                                   | > 65 Anos                                    |
| 2001                                         | 2 063                                        | 1 577                                        | 5 007                                        | 804                                          |                                              | 21,8%                                        | 16,7%                                        | 53,0%                                        | 8,5%                                         |
| 2011                                         | 1 607                                        | 1 377                                        | 5 502                                        | 1 167                                        |                                              | 16,6%                                        | 14,3%                                        | 57,0%                                        | 12,1%                                        |

## Especialidades gastronómicas
Empresta o seu nome a um famoso pão-de-ló.

## Personalidades ilustres
- Visconde de Margaride e Conde de Margaride